# Célérifère

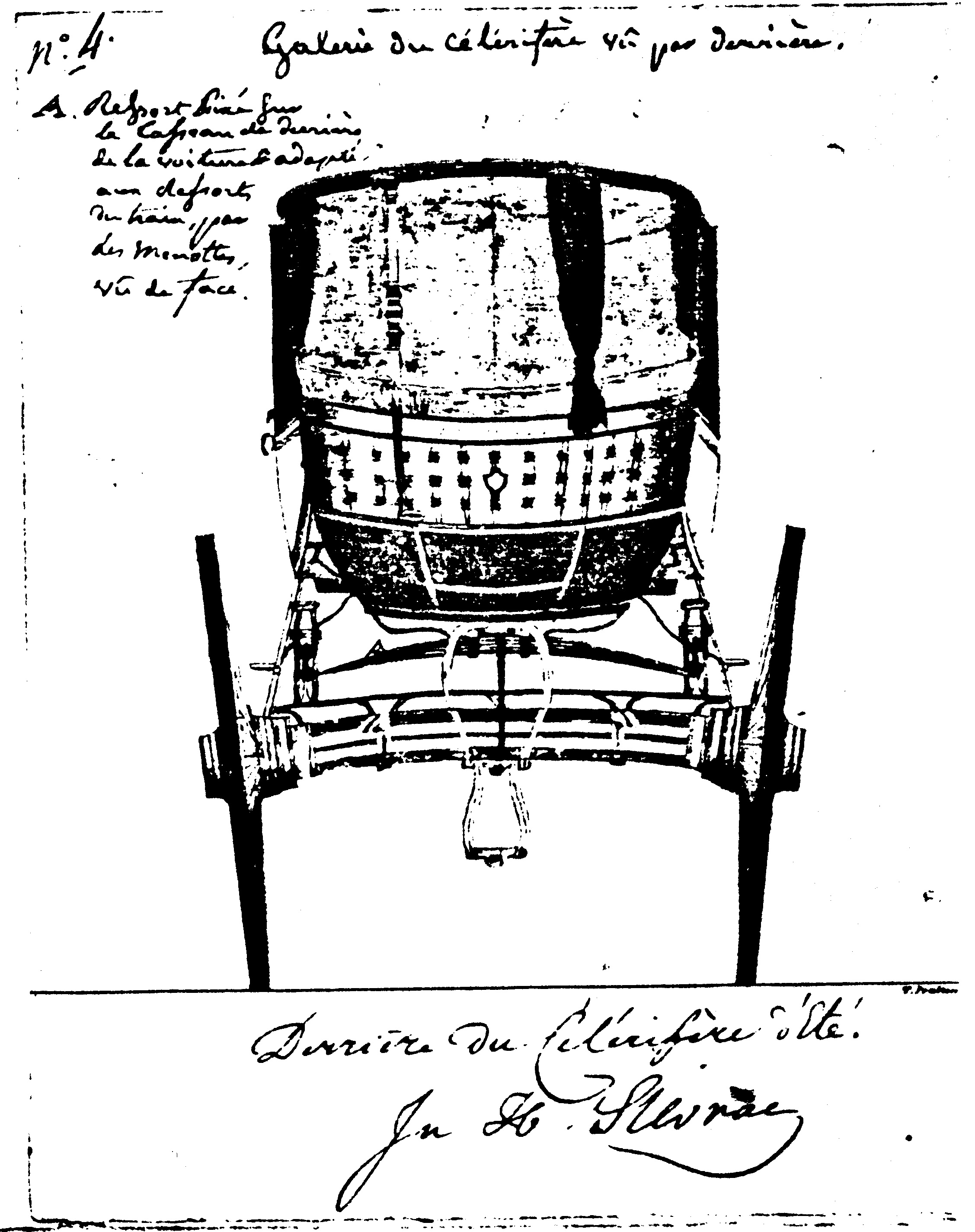
Brevet auf den echten Celerifer für Jean-Henri Sievrac(!), Pariser Fuhrunternehmer aus Toulouse, 30. Juni 1817

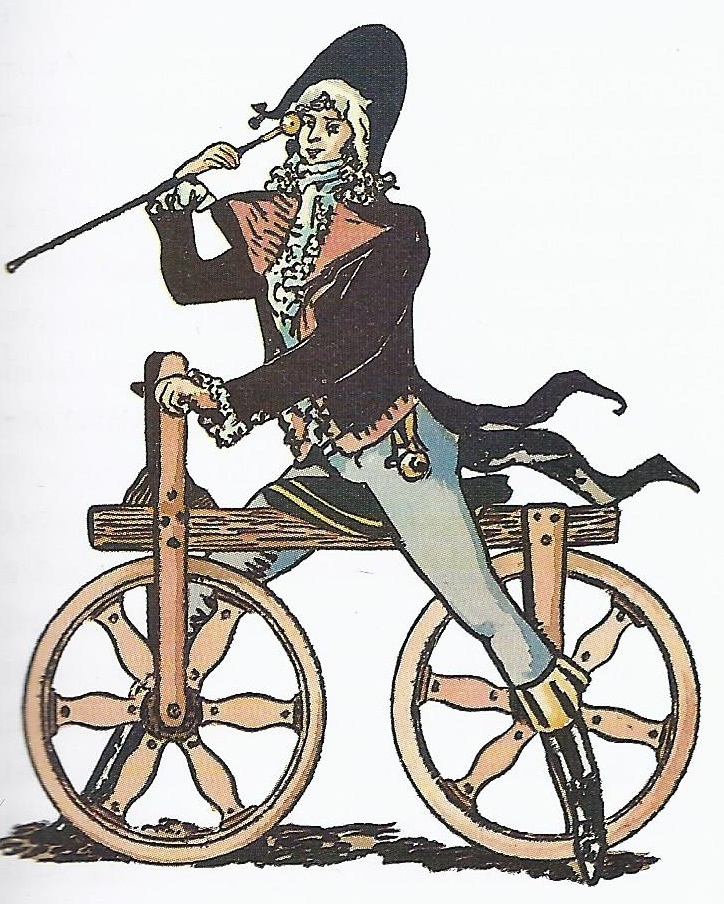
Falscher Graf de Sivrac auf falschem Célérifère. Visualisierung circa 1900

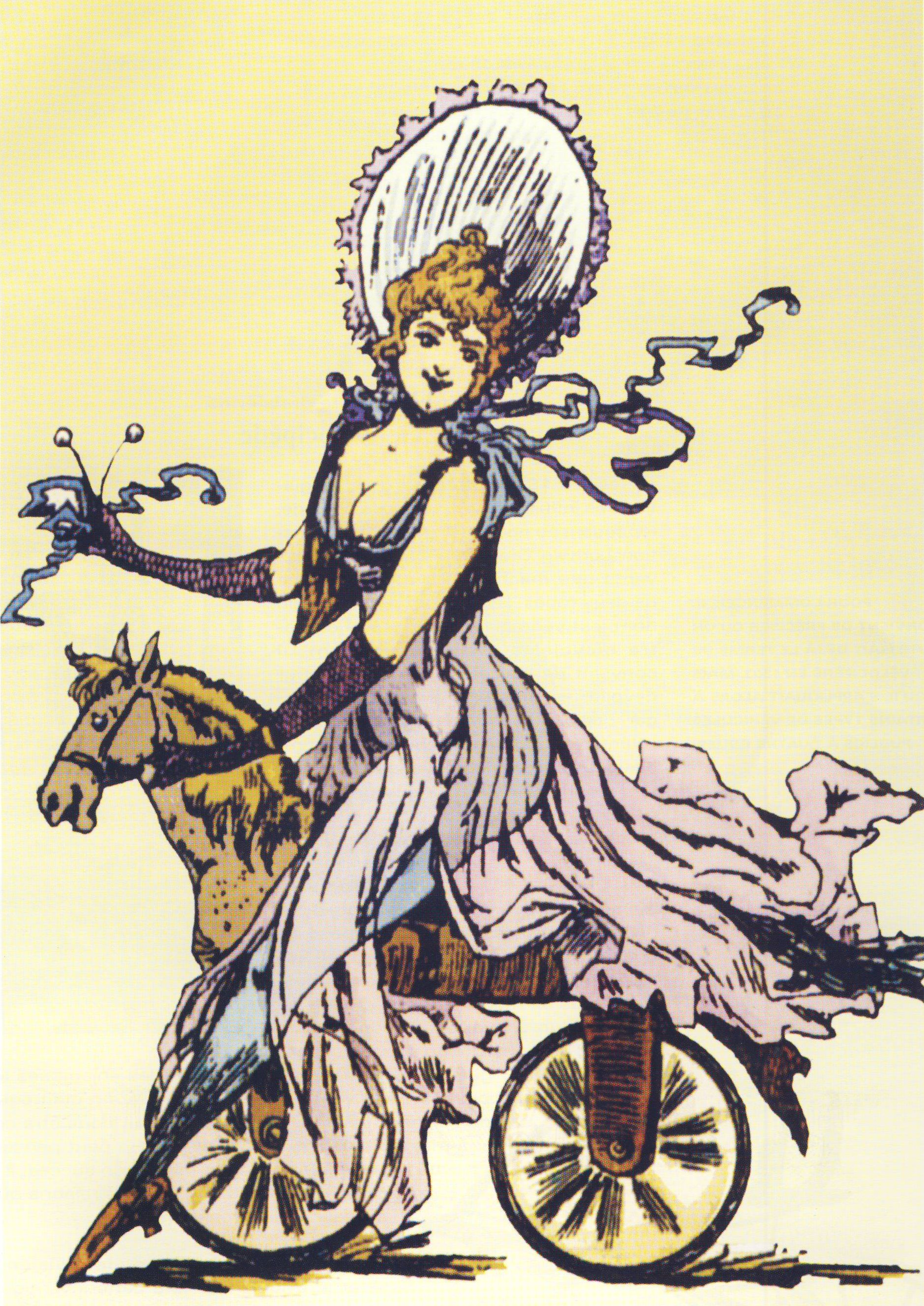
Diese Merveilleuse auf falschem Célérifère angeblich im Lustspiel Les Vélocifères. Visualisierung circa 1900

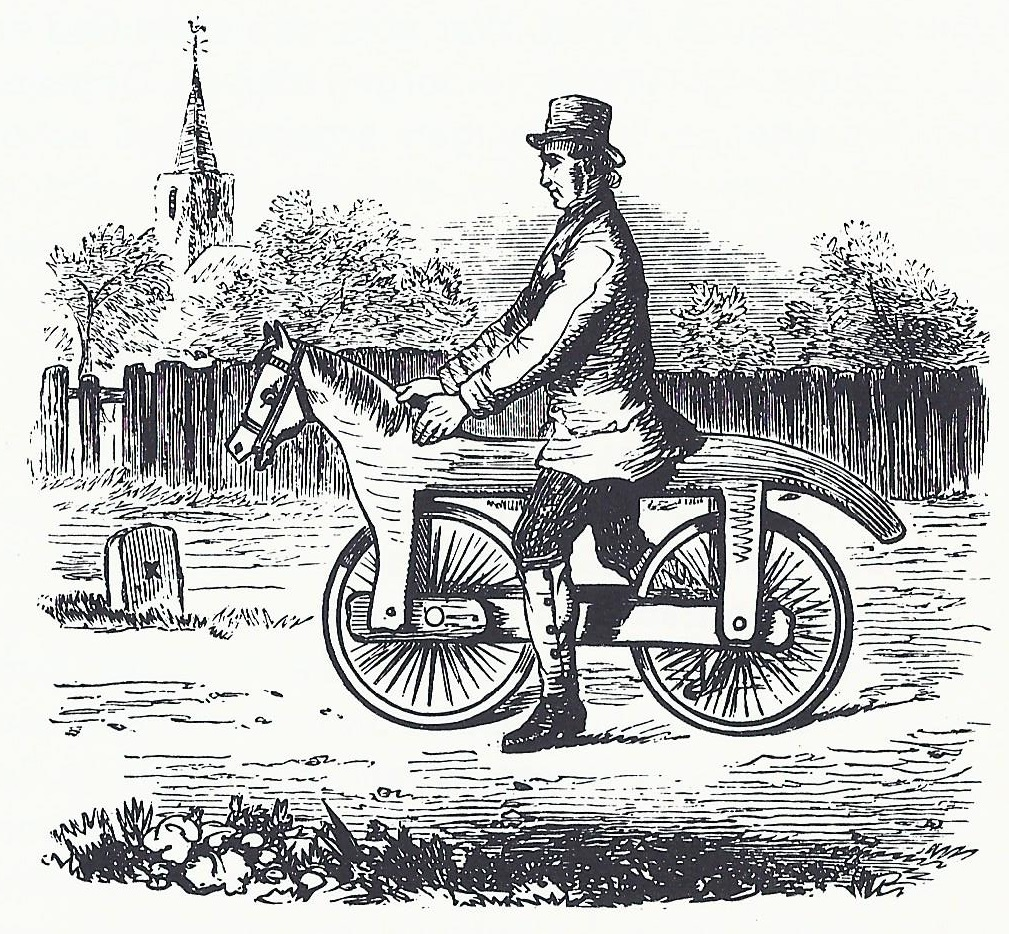
Vélociped-Fahrer (Zeichnung von 1869; aus: "Velox") mit schwenkbarem Vorderrad!

Célérifère, deutsch ein Celerifer, bezeichnet einen französischen Eilwagen (Schnellkutsche) und nicht etwa ein nicht-lenkbares von Menschenkraft betriebenes Zweirad, das vom falschen Grafen de Sivrac entwickelt und im Juni 1791 der Pariser Öffentlichkeit präsentiert worden sei. Der auf ihr sitzende Fahrer stoße sich und das Fahrzeug mit den Füßen gegen den Boden vorwärts. Der falsche Célérifère soll vor dem Hintergrund und im Geist der Französischen Revolution entwickelt worden sein. Die Verwechslung des Celerifers mit dem Zweirad gilt seit Jacques Seray auf der International Cycling History Conference (ICHC) als Fälschung. Angeblich bereits in der ersten Hälfte des 18. Jahrhunderts in der Gegend von Nürnberg hergestellte Zweiräder waren eine deutsche Gegenfälschung.

## Hörensagen-Mutmaßungen
Diese oft mit Tierköpfen versehenen Zweiräder, angeblich ab 1793 auch als Vélocifère bezeichnet, sollen einen festen Platz in der Pariser Gesellschaft mit in Klubs zusammengeschlossenen begeisterten Anhängern eingenommen haben. 1802 berichtet eine Pariser Zeitung erstmals von Rennen zwischen aristokratischen Vélocifère-Fahrern, die auf der Rue Royale und den Champs-Élysées stattfanden - mit viel Peitschenknallen, also auf Pferdegespannen!
Mit ihnen als Requisiten soll eine Operette mit dem Titel Les Vélocifères von Emmanuel Dupaty am 19. März 1804 im Théâtre du Vaudeville uraufgeführt worden sein. „1808 kam dieses Ding förmlich in Mode“.

„Die Zeit war einfach reif für ein derartiges Spielzeug.“

Von Joseph Nicéphore Niépce wird berichtet, dass er angeblich noch bis 1816 ein lenkungsloses Zweirad im Jardin du Luxembourg gefahren habe. Erst 1818 besaß er ein lenkbares Laufrad; mit der Erfindung der lenkbaren Draisine seien die ungelenkten Célérifères verschwunden. All dies gilt als auf der International Cycling-History Conference widerlegt.

## Legende
Die Existenz der einen falschen Célérifère verbreitenden Sekundärliteratur bezieht sich weitestgehend auf eine 1891 erschienene Schrift von Louis Baudry de Saunier. Dass diese aber die Existenz "einer Célérifère" nicht beweise, sprach erstmals Jacques Seray (1977) aus. Für Hans-Erhard Lessing ist aufgrund von Serays Recherchen der falsche Célérifère eine „französische Legende“ gegen die Erfindung der Laufmaschine durch den Deutschen Karl von Drais. Celerifere oder Velozifere waren vierrädrige Fahrzeuge in einem „zeitgenössischen Eilwagendienst“, und es war ein gewisser „Jean-Henry Sievrac“ aus Toulouse, der „britische Eilwagen 1817“ importierte. Ein kanadischer Linguist habe in seiner Dissertation von 1950 auf die Falschübersetzung des Wortes hingewiesen. Baudry de Saunier datierte nach Lessing „den Schwindel auf 1791, damit sein Buch zum Hundertjährigen [Jubiläum der Célérifère] erscheine“. Die „de-Sivrac-Legende“ sollte nach Lessing „die Erfindungshöhe der Laufmaschine [durch Drais] auf Null“ drücken. Eine andere Kritik lautet: Frühe Fahrradhistoriker – wie Saunier – hätten den Ursprung des Fahrrads bewusst in die Vergangenheit gelegt um den Anteil der eigenen Nation möglichst hoch anzusiedeln.

Abbildungen von falschen Célérifères im Buch von Louis Baudry de Saunier
Oberes Bild auf Seite 21
Unteres Bild auf Seite 21
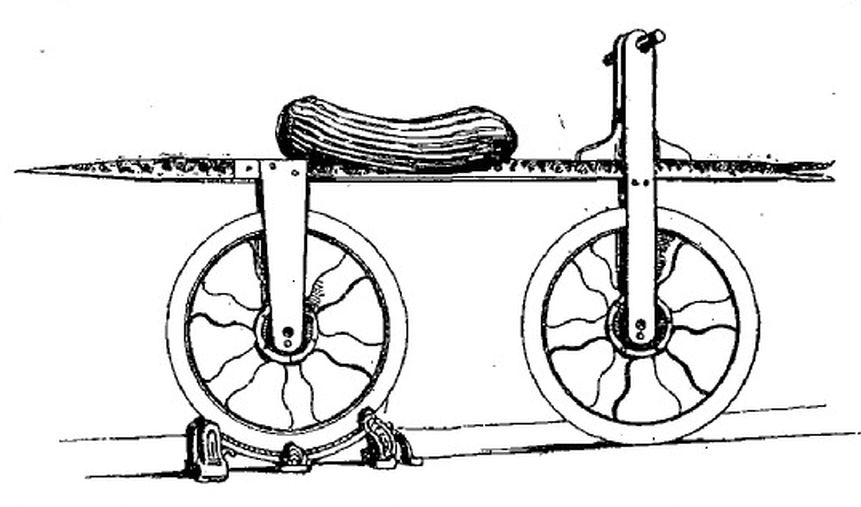
Bild auf Seite 22